# 美国国会警察
美国国会警察局（又译作国会山庄警察部， ，简称USCP）是美国联邦警力，该局不仅负责国会议员、官员及其家屬在哥伦比亚特区内的安全，还负责其在全国范围以及领地上的安全。

## 历史
1828年，由于美國總統约翰·昆西·亚当斯之子在美国国会大厦圆形大厅遭袭，国会决定成立国会警察局。而国会警察最初的职责就是为美国国会大厦提供安保。之后，其职权扩大到为国会议员社区及其访客提供多种警察服务。该警局通过多样的专门支援小组提供服务，包括一套徒步和车辆巡逻网，大量固定岗位，一支全天候待命的控制与应急小组（Containment and Emergency Response Team，简称CERT），警犬队（K-9），巡逻/车辆应急司（Patrol/Mobile Response Division）和一个全天候待命的危险设备与危险材料处理科（Hazardous Devices and Hazardous Materials Sections）。2007年，该警局已有1,700名雇员。 

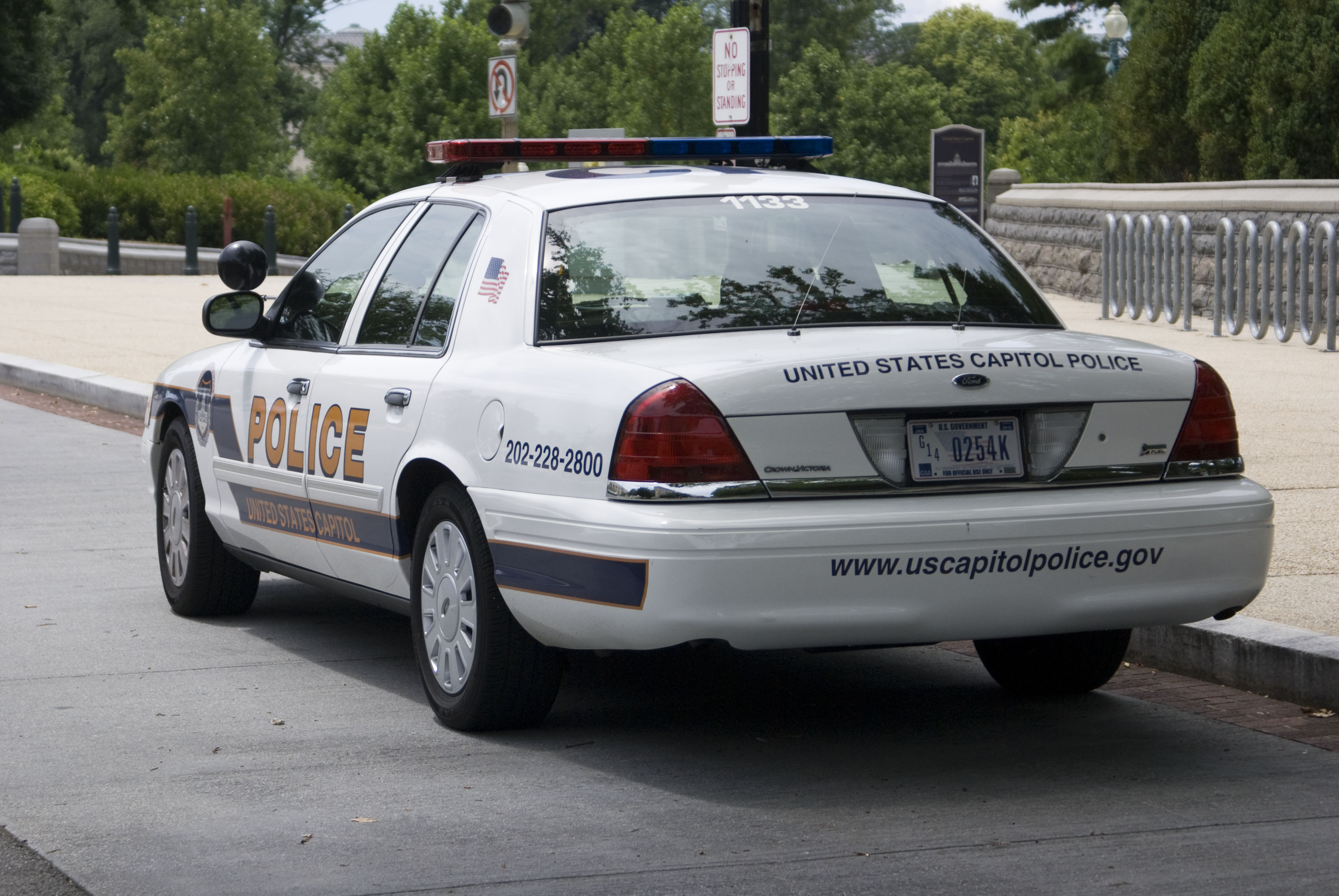
美国国会警察巡逻车。

## 职责
现在，美国国会警察局的警官的主要职责是保护生命和财产安全，阻止并调查犯罪活动，以及维持国会附近区域建筑、公园及主干道的交通秩序。国会警察在国会大厦广场范围内享有专属管辖权，而在国会建筑群周围大约200个街区的范围内，国会警察与美国公园警察（United States Park Police）以及哥倫比亞特區首都警察局（Metropolitan Police Department of the District of Columbia）享有共同管辖权。另外，国会警察负责保证国会议员、官员以及他们的家人在全美范围（包括领地、属地及哥伦比亚特区）内的安全。

## 重大事件
國會警察成立至今，共有5名国会警察局警官因公殉职。1984年的一次训练意外事故导致警佐克里斯托弗·厄尼（Christopher Eney）死亡。1998年7月24日，一位名叫小罗塞尔·尤金·韦斯顿（Russell Eugene Weston Jr.）的精神失常男子持枪杀死了警官雅各布·切斯纳特（Jacob Chestnut）以及警探约翰·吉布森（John Gibson），两人的遗体於阿灵顿国家公墓下葬前，曾在国会大厦圆形大厅供公众瞻仰。而切斯纳特也成为了美国历史上第一位在国会大厦圆形大厅中接受公众瞻仰的非裔美国人。

### 2021年冲击美国国会大厦事件
美國國會參議院與眾議院兩院於美國時間2021年1月6日下午舉行聯席會議，根據選舉人團投票結果認證喬·拜登為第46屆美國總統，不料支持在任總統唐納·川普的暴力示威者攻陷國會議場，造成兩名国会警察和4名示威民众死亡，52人遭逮捕。

## 培训

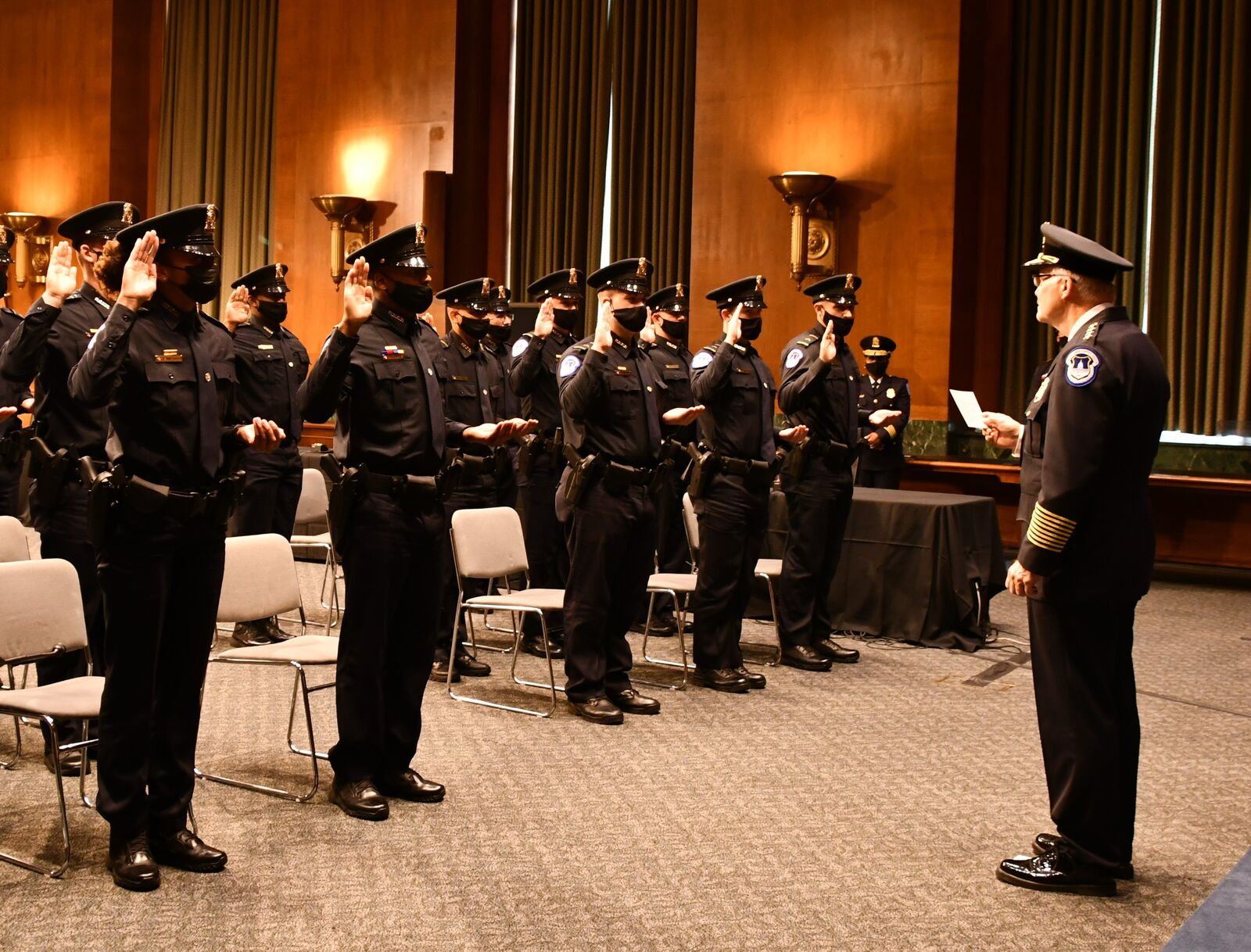
国会警察宣誓

同其他许多执法部门一样，国会警察局也将新警员送往总部位于佐治亚州格林科的联邦执法培训中心（Federal Law Enforcement Training Center，简称F.L.E.T.C.）进行初级培训。有时新警员会被送往联邦执法培训中心位于新墨西哥州阿蒂西亚的分部，但这种情况比较少见。12周的培训后，新警员还要回到马里兰州切尔滕纳姆再接受13周的强化训练。在警官学院训练结束后，他们便成为正式警员，可以在三个部门中选择一个，开始自己的职业生涯了。在训练开始时，新警员的起薪为52,000美元，在结业后上涨到54,000美元。工作30个月后，警员可以荣升到上等警官，这样他的年薪就可以达到60,000美元。

## 警阶
- 警员（Private）
- 见习警员（Private with Training，1道山形条纹）
- 一级警员（Private First Class，1道山形条纹加1道弧形条纹）
- 技术警员（Technician）
- 警探（Detective/MPO）
- 警司（Sergeant，3道山形条纹）
- 警督（Lieutenant，1道金杠）
- 高级警督（Captain，2道金杠）
- 警監（Inspector，1枚金橡树叶）
- 副总警监（Deputy Chief，2颗金星）
- 助理总警监（Assistant Chief ，3颗金星）
- 总警监（Chief of Capitol Police，4颗金星）